# Alexandre des Rotours
Pour les articles homonymes, voir Rotours.
Alexandre Antonin des Rotours, né le 22 mai 1806 à La Graverie (Calvados) et décédé le 5 janvier 1868 à Paris (Seine) est un homme politique français.

## Biographie
Alexandre Antonin Desrotours, puis des Rotours, 3e baron des Rotours, est né au château de La Ruaudière à La Graverie le 22 mai 1806 et décédé à Paris le 5 janvier 1868.
sous-lieutenant de l’École Royale de Cavalerie de Saumur le 1er octobre 1826, sous-lieutenant au 4e régiment de Hussards, lieutenant au 14e régiment de chasseurs à cheval le 1er octobre 1830, puis renonça à la carrière militaire à l’occasion de son mariage en 1832 avec Eugénie Plichon
Entré à l'école militaire de Saint-Cyr en 1822, puis sous-lieutenant à l'école de cavalerie de Saumur en 1826, sous-lieutenant au 4e régiment de Hussards, lieutenant au 14e régiment de chasseurs à cheval le 1er octobre 1830, il renonce à la carrière militaire à l’occasion de son mariage en 1832 avec Eugénie Plichon.
Il quitte l'armée en 1832. En 1845, Antonin et Eugénie firent l’acquisition du château d’Avelin, des héritiers du marquis Mallet de Coupigny. Il prend la direction d'une raffinerie à Avelin, dont il devient maire en 1846.
Conseiller d'arrondissement puis conseiller général du Nord du canton de Pont-à-Marcq, le 26 août 1848, il est nommé chevalier de la Légion d’Honneur, par décret du 1er janvier 1853.
Resté très attaché à sa Normandie natale, Antonin publia, au Comice Agricole de Lille en 1860, une brochure « Notice sur la foire aux chevaux d’Etouvy (Calvados) » qui fut reproduite, à Vire en 1926, dans la revue « Au Pays Virois »
Il est député de la 3e circonscription du Nord de 1863 à 1868 au Corps législatif, siégeant dans la majorité soutenant le Second Empire. Il est le père de Robert Eugène des Rotours, qui lui succède comme député,.